# Abono mineral
Las sustancias que sirven como abono mineral para la tierra son el yeso o espejuelo, la cal, la marga, la tierra, el fango de los estanques, el cieno de las ciudades,  magma volcánico y la argamasa de las demoliciones.

## El yeso
El yeso se emplea calcinado o no, después de haber sido reducido a polvo fino en molinos. Está principalmente destinado al trébol y a las plantas análogas lo mismo que a las harinosas, a la colza, a la avena, al lino y a las praderas. No se puede utilizar para los harinosos destinados a dar grano porque estas plantas enyesadas arrojan demasiadas hojas. Se ha observado también que los guisantes cosechados sobre un campo enyesado se cuecen muy mal. 
Para esparcir el yeso se elige con preferencia un tiempo húmedo y si es posible en el momento que el rocío de la mañana no se ha disipado. Se atiende ordinariamente para enyesar el trébol y las plantas de forraje, que estos vegetales hayan alcanzado a una altura de 5 a 6 centímetros para que el yeso pueda ligarse a las hojas todavía húmedas. Muchos agrónomos emprenden la yesería antes del invierno. Pretenden que en este caso el trébol dado en forraje verde es menos peligroso para los animales que cuando se enyesa en la primavera. Es bien probable que esta opinión no es el resultado de una manera viciosa de dar el trébol a las bestias. Sobre los terrenos bajos, húmedos y fríos, el yeso no obra con mucha eficacia. Por el contrario, sus efectos son notables sobre las tierras mediocremente húmedas y cálidas y sobre todo sobre las que tienen aun un resto de fuerza antigua. La cantidad de yeso que se emplea sobre el suelo depende en gran parte de su calidad. Se cuenta ordinariamente que es preciso para una hectárea de tierra el doble de yeso de los granos que se necesitan si se quiere sembrar el mismo suelo de centeno.

## La cal
La cal se emplea de tiempo inmemorial en Bélgica y su uso ha estado ahí muy esparcido. Esta mejora produce sobre todo efectos extraordinarios en los terrenos de bosques desmontados, sobre los brezos y en general sobre todas las tierras agrias que contienen demasiado estiércol el ácido, que por eso se encuentra neutralizado y se vuelve soluble. Por otra parte, la cal contribuye aun a la destrucción de los musgos, de las malezas, etc. pues que hace más blandas las tierras compactas y más consistentes las ligeras. Se pretendía que la cal ejercía una dañosa influencia en la composición de los suelos arenosos y sobre las plantas que crecen ahí, pero es una injusticia. 
Hay muchos modos de emplear los abonos calizos sobre el suelo pero no son todos igualmente ventajosos. Es siempre preferible utilizar la cal por la formación de los compuestos que esparcirla pura sobre las tierras a menos que no se trate de encalar los suelos ácidos o encerrar materias vegetales en muy grande proporción. La confección de los compuestos trae sin duda gastos más considerables para la hechura pero la pérdida que se experimenta por este lado es más que compensada por la economía de cal y las ventajas incalculables que resultan de este procedimiento. Sin embargo, sucede algunas veces que la escasez de medios es un obstáculo a la práctica que se acaba de recomendar. En este caso se puede conducir la cal directamente al suelo teniendo cuidado de depositarla en pequeños montones que se cubre con tierra. Al fin de algunos días cae en polvo, se la esparce entonces sobre el suelo en capas delgadas para cubrirlas inmediatamente por un rastrilleo enérgico o por una labranza superficial. Es preciso evitar esparcir la cal desleída o en polvo por un tiempo lluvioso porque esto sería arriesgar de verla combinada con la arena de la tierra para formar una especie de argamaza.
La encaladura encuentra su aplicación en las siembras de otoño así como a la avena, a la algarroba, a la colza, a la esparcilla, a la alfalfa y a otras diferentes especies de trébol. En España se tenía la costumbre de emplear la cal en fuertes dosis por un gran número de años. Ese es un procedimiento vicioso, que ocasiona muchas veces al cultivador pérdidas considerables. Es preciso tanto como sea posible, renovar las encaladuras de manera de no emplear nunca a la vez más de 50 a 60 hectolitros de cal sobre una hectárea de tierra.

## La marga

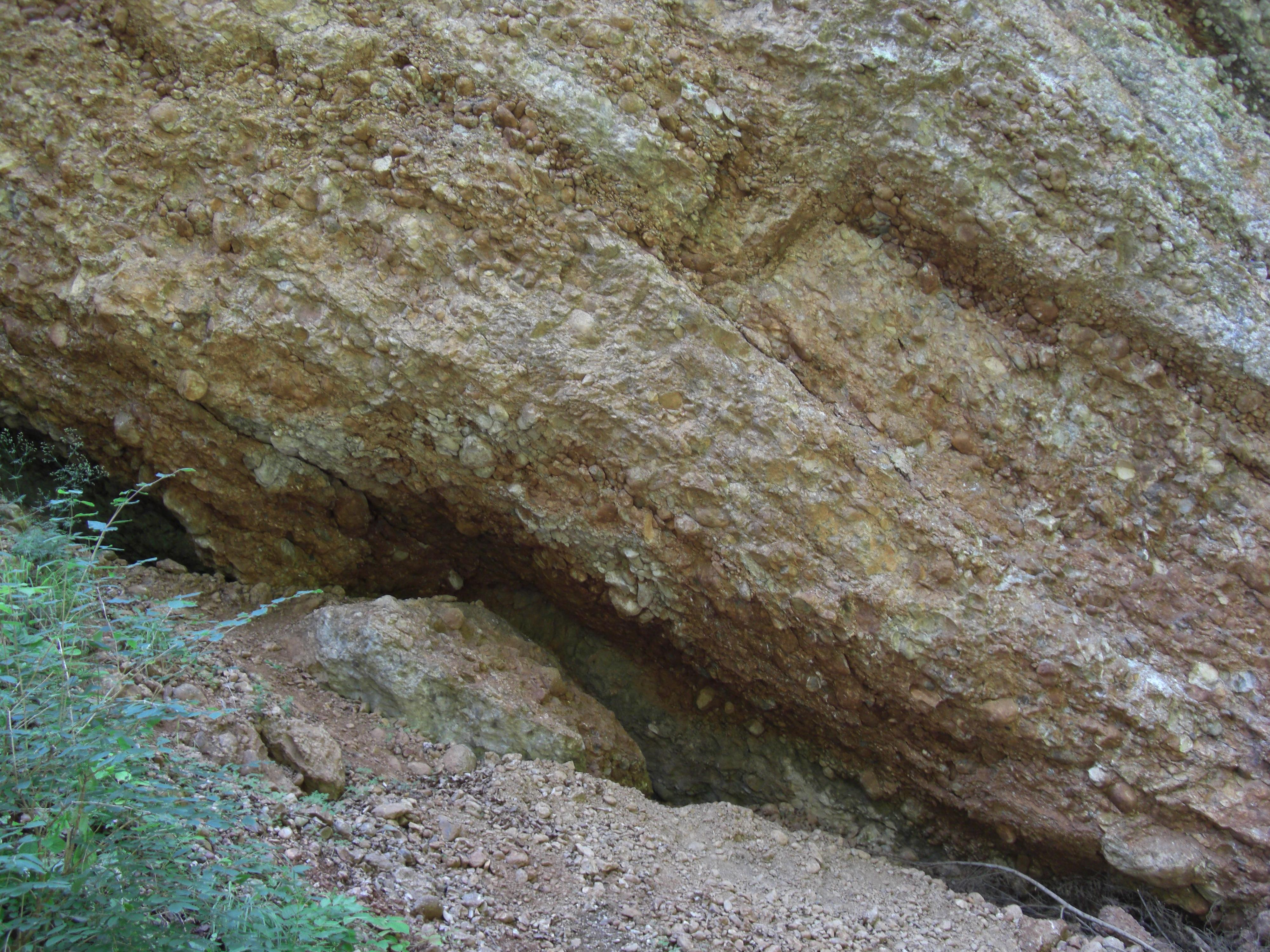
Marga

La marga, considerada como mejora, obra haciendo soluble el antiguo estiércol contenido en el suelo neutralizando los excesos del ácido y suavizando el terreno gredoso y fuerte contribuyendo a la extirpación de las malezas. Toda tierra que posee una fertilidad antiguamente adquirida es susceptible a ser margosa. La marga es de poco efecto sobre un suelo calizo. Cuando se puede disponer de muchas especies de marga se destina la gredosa a los suelos arenosos y se reserva la marga arenosa a las tierras gredosas. La marga arenosa y caliza es de un excelente efecto sobre los prados pantanosos. 
La marga puede ser usada en toda estación. Sin embargo, no se procede ordinariamente sino en épocas, como durante el invierno, donde los otros trabajos cesan. Después de haber sido expuesta al aire durante algún tiempo, la marga cae en polvo. Entonces es cuando se la reparte sobre el campo para enterrarla después de algunos días por una labranza superficial. La cantidad de marga necesaria para mejorar una superficie de tierra dada depende de la calidad de la sustancia empleada así como de la naturaleza del suelo sobre la cual se quiere aplicarla. Los efectos de esta mejora varían según la naturaleza y la cantidad de la marga empleada y también la especie de terreno que la ha recibido. Así es que su acción es más durable sobre la tierra gredosa que sobre la arenosa. Muchas veces la marga se engasta durante veinte a treinta años pero para sacar una ventaja real es necesario repetir de tiempo en tiempo un estercolamiento. Desde que la marga cesa de producir su acción en un terreno es preciso renovarla. La marga es sobre todo ventajosa a la avena, a la cebada, al trigo, a la espelta, a las habichuelas, a la colza, al trébol, a las gramíneas o herbajes, a los nabos y al centeno. Por otra parte, también es muy útil a la viña. Se sirve igualmente de la marga para la fabricación de los abonos mixtos.

## La tierra
La tierra puede aún ser considerada como una mejora capaz de hacer servicios. Los que pueden disponer de una cierta cantidad de tierra fértil para colocarla sobre el suelo cultivable no debe desdeñarla para el mejoramiento de su cultivo. Sin embargo, antes de emprender esta operación, es preciso calcular si los gastos compensan los beneficios que se pueden sacar. Los transportes de tierra no deben efectuarse sino durante la estación muerta o en fin cuando los otros trabajos cesan. Esto es utilizando por un trabajo conveniente todos los momentos del año, se distingue al cultivador activo e inteligente. Se puede procurar por distintos medios la tierra destinada a este uso:
1. Se encuentra en los alrededores de los campos donde se acumula ordinariamente por las labranzas y los rastrilleos.
2. El labrador atento tiene cuidado de establecer abajo de los campos en pendiente, fosos en los cuales la tierra, arrastrada de las partes superiores por las lluvias viene a reunirse. Todos los años se vacían estos fosos, se expone la tierra al frío del invierno, después se la conduce a los campos.
3. Se encuentra igualmente ahondando los fosos y quitando el césped de los caminos y de las rutas.
4. El fango de los estanques, cuando encierra demasiadas materias propias a servir de abono, es una excelente mejora para las praderas pero es preciso sacarlo en otoño, esponerlo al frío durante el invierno y mezclarlo con una cierta cantidad de cal a fin de destruir su acidez.
5. El yeso de las demoliciones, sobre todo cuando provienen de murallas viejas en argamasa, obra con demasiada fuerza. El yeso con mezcla puede convenir especialmente para mejorar las tierras húmedas.